# Monochamus gardneri
Monochamus gardneri là một loài bọ cánh cứng trong họ Cerambycidae.